# Treponemataceae
A Treponemataceae é um tipo de bactéria na qual pertence a familia das Spirochaetes. O Clado inclui um número significativo de Agentes patogénicos, como Treponema pallidum, causador da sífilis em humanos. 
REFERÊNCIAS:
1. Robinson GH. (1948). "Family II. Treponemataceae Schaudinn". In Breed RS, Murray EGD, Hitchens AP. (eds.). Bergey's Manual of Determinative Bacteriology (6th ed.). Baltimore, MD: The Williams and Wilkins Co. pp. 1051–1058.
2. Skerman VBD, McGowan V, Sneath PHA. (1980). "Approved lists of bacterial names". Int J Syst Bacteriol. 30: 225–420. doi:10.1099/00207713-30-1-225
3. Koelschbach, Janina S.; Mouttaki, Housna; Pickl, Carolin; Heipieper, Hermann J.; Rachel, Reinhard; Lawson, Paul A.; Meckenstock, Rainer U. (2017). "Rectinema cohabitans gen. nov., sp. nov., a rod-shaped spirochaete isolated from an anaerobic naphthalene-degrading enrichment culture". International Journal of Systematic and Evolutionary Microbiology. 67 (5): 1288–1295. doi:10.1099/ijsem.0.001799. PMID 28100313.
4. "Family: Treponemataceae". lpsn.dsmz.de. Retrieved 2022-10-12.
5. "Medical Definition of TREPONEMATACEAE". www.merriam-webster.com. Retrieved 2022-10-12.
6. "Treponema - an overview | ScienceDirect Topics". www.sciencedirect.com. Retrieved 2022-10-12.